# Loretta Swit
Loretta Jane Swit (ur. 4 listopada 1937 w Passaic jako Loretta Jane Szwed, zm. 30 maja 2025 w Nowym Jorku) – amerykańska aktorka polskiego pochodzenia, najlepiej znana z roli Margaret Houlihan w sitcomie M*A*S*H, za którą dwukrotnie została nagrodzona nagrodą Emmy.